# Cá heo Maui
Cá heo Maui (danh pháp hai phần: Cephalorhynchus hectori maui) là loài cá heo nhỏ và hiếm nhất trong số các loài cá heo. Môi trường sống của cá heo là ở bờ biển phía tây New Zealand. Cá heo Maui có tuổi thọ 20 năm và khi được 7 năm tuổi chúng mới bắt đầu hoạt động sinh sản, con cá đã trưởng thành dài 1,7m trong suốt cuộc đời chúng chỉ giao phối bảy lần, trung bình ba năm/lần. Loài này đang đối mặt với nguy cơ tuyệt chủng.

## Bảo tồn
Các nhà khoa học lại một lần nữa lên tiếng về việc cá heo Maui có nguy cơ bị tuyệt chủng. Nguyên nhân chủ yếu làm hại cá heo Maui dẫn đến nguy cơ tuyệt chủng của cá heo Maui còn do những hoạt động nông ngư nghiệp của con người, cụ thể là chính những tấm lưới đăng của ngư dân. Nghiên cứu mới đây của các nhà khoa học cho thấy trong vòng 7 năm qua, từ 111 con đến nay chỉ còn 55 cá thể, trong có có 20 con cái. Con số thống kê cho thấy vào những năm 1970 có khoảng 1.000 cá heo Maui tại khu vực này trước khi diễn ra việc cho phép đánh bắt thương mại. Các chuyên gia cho rằng phải thành lập một khu bảo tồn và phải cấm lưới đăng trên khu vực rộng lớn Một dự án đã được thực hiện vào năm 2008 để bảo vệ loài cá heo Maui bằng một hệ thống mạng lưới đặt dưới nước. Nhưng tình trạng cá heo Maui chết trong lưới của người dân vẫn xảy ra.